# Кольонія-Рознішев
Кольонія-Рознішев (пол. Kolonia Rozniszew) — село в Польщі, у гміні Маґнушев Козеницького повіту Мазовецького воєводства.
Населення — 120 осіб (2011).
У 1975-1998 роках село належало до Радомського воєводства.

## Демографія
Демографічна структура станом на 31 березня 2011 року:
|          | Загалом | Допрацездатний вік | Працездатний вік | Постпрацездатний вік |
| -------- | ------- | ------------------ | ---------------- | -------------------- |
| Чоловіки | 60      | 15                 | 34               | 11                   |
| Жінки    | 60      | 14                 | 32               | 14                   |
| Разом    | 120     | 29                 | 66               | 25                   |